# Star Wars: L'Impero in guerra
Star Wars: L'Impero in guerra (nell'originale Star Wars: Empire at War) è un videogioco di strategia in tempo reale, ambientato nell'Universo espanso di Guerre stellari, uscito nel febbraio 2006. Il gioco vede contrapposte le fazioni Impero Galattico e Ribelli, nel lasso di tempo fra il terzo ed il quarto episodio della serie. È stato sviluppato da Petroglyph, team di sviluppo fondato da ex dipendenti degli Westwood Studios che non confluirono in Electronic Arts quando gli Studios furono chiusi, e LucasArts. Il 3 novembre 2006 è stata pubblicata anche l'espansione Star Wars: L'Impero in guerra - L'esercito dei corrotti. Il giocatore assume il ruolo di un comandante militare dell'Impero Galattico o dell'Alleanza Ribelle, ed ha il compito di portare la sua fazione alla vittoria in una delle quattro modalità di gioco: schermaglia, conquista galattica, campagna e multigiocatore.

## Tipi di gioco

### Conquista galattica
Dopo aver selezionato uno scenario, il giocatore decide se combattere per l'Alleanza o per l'Impero, ed appare una mappa della galassia dove sono presenti tutti i pianeti che lo scenario comprende. Ogni pianeta sotto il proprio controllo fornisce:
- una certa quantità base di crediti, che vengono versati nelle casse del giocatore al termine di ogni giorno galattico;
- un bonus particolare, per esempio alcuni mondi hanno un reddito di base più alto, mentre altri forniscono vantaggi solo all'Impero o solo ai Ribelli.

I crediti sono l'unica risorsa necessaria: con essi il giocatore può costruire sulla superficie planetaria strutture come fabbriche, caserme ed accademie che servono ad arruolare truppe ed a costruire veicoli; in orbita può costruire una stazione spaziale, nei cui cantieri vengono assemblati vari tipi di astronavi.
Le flotte possono essere usate per difendere i mondi alleati o inviate sui pianeti nemici a distruggere le flotte e le stazioni spaziali nemiche. Dopo aver conquistato l'orbita di un pianeta si procede all'invasione di terra. Conquistare altri mondi aumenta le proprie entrate, dà accesso ad altri bonus o impedisce al nemico di usare i suoi. In battaglia, però, l'attaccante può schierate solo le forze che ha costruito precedentemente e portato sul teatro delle operazioni, mentre il difensore è in grado di usare solo le forze già schierate sulla superficie o in orbita, più le truppe di guarnigione delle sue strutture. Anche eroi come l'imperatore Palpatine ed il maestro Jedi Obi-Wan Kenobi possono prendere parte alle battaglie.
Il gioco finisce quando vengono conquistati tutti i pianeti nemici.

### Schermaglia
Il meccanismo di gioco è molto simile alla conquista galattica, solo che la partita consiste in un solo scontro spaziale o terrestre ed entrambi i giocatori hanno una stazione spaziale o una base. Con queste strutture acquistano truppe o navi con i crediti provenienti dalle miniere. L'obiettivo è distruggere la base o la stazione nemica, oppure tutte le forze nemiche.

### Campagna
È una conquista galattica dove vengono ripercorsi gli avvenimenti che vanno dalla nascita della Ribellione alla costruzione della Morte Nera e all'annientamento totale dei Ribelli per l'Impero, oppure alla distruzione della Morte Nera per l'Alleanza.

## Lista delle unità
Il gioco presenta quattro tipi principali di unità nel gioco: fanteria, veicoli, astronavi ed eroi.

### Impero

#### Astronavi imperiali
- Caccia TIE: è il caccia imperiale standard da superiorità spaziale. È veloce ed agile ma poco resistente e privo di scudo deflettore, per cui viene spesso impiegato in grandi sciami (come nella Battaglia di Yavin in Guerre stellari - Una nuova speranza o nella Battaglia di Endor in Guerre stellari - Il ritorno dello Jedi).
- Bombardiere TIE: una versione più corazzata ed armata, ma meno veloce, del caccia TIE. Può usare i siluri protonici per colpire i punti sensibili delle astronavi più grandi (come le batterie turbolaser) o le bombe per bombardare le basi nemiche sulla superficie dei pianeti, oltrepassando gli scudi deflettori anche quando sono attivi.
- Ricognitore TIE: un caccia molto veloce e maneggevole, non adatto al combattimento, ma che con i suoi potenti sensori permette di spiare le flotte nemiche.
- Incrociatore Tartan: un incrociatore leggero e veloce che, armato con quattro cannoni laser multipli, ha la funzione di contrastare i bombardieri ed i caccia ribelli.
- Incrociatore lanciamissili: una nave lenta e poco resistente, ma che con i suoi potenti missili al diamante-boro funge da postazione d'artiglieria spaziale mobile. Molto efficace contro i caccia e le stazioni spaziali.
- Incrociatore classe Acclamator: una fregata media armata con batterie turbolaser, cannoni laser, missili a concussione, una bocca di siluri protonici e squadre di caccia e bombardieri. È adatta a sostenere scontri non molto impegnativi.
- Incrociatore classe Interdictor: una fregata meno armata e di dimensioni minori rispetto ad altre navi imperiali, la cui funzione è impedire ai nemici di ritirarsi con un generatore gravitazionale.
- Incrociatore classe Victory: una fregata pesante armata con turbolaser, cannoni ionici e squadre di TIE. Non è il vascello imperiale più pesante del gioco, ma è comunque un'ottima nave.
- Distruttore stellare classe Imperial: questo tipo di nave da guerra è il più pesante e potente a disposizione dell'Impero, armato con molte batterie turbolaser e ioniche e dotato di numerose squadre di TIE. Ha in più un emettitore di un raggio traente.

#### Truppe di terra imperiali
- Assaltatori (stormtrooper): i discendenti delle truppe repubblicane, questi cloni e coscritti costituiscono la fanteria d'assalto dell'Impero; la loro abilità speciale consiste nello stare bassi per evitare parte dei colpi del nemico, ma l'uso rallenta molto l'avanzata dell'unità.
- Esploratori: sono degli stormtrooper in sella a velocissimi motospeeder; la loro abilità speciale consiste nel rilasciare una carica esplosiva a tempo (l'abilità necessita di ricarica); se la motospeeder viene distrutta il pilota può ancora essere usato come fante.
- TIE Mauler: carri armati veloci ma poco resistenti (hanno lo stesso abitacolo e gli stessi pannelli solari dei TIE) armato con cannoni laser e con funzione antifanteria; la loro abilità speciale consiste nel farsi esplodere, danneggiando le unità nemiche; può anche schiacciare direttamente la fanteria.
- AT-ST: è un camminatore bipede leggero dotato di cannoni laser, usato per contrastare la fanteria ed i veicoli leggeri dei ribelli; la sua abilità speciale consiste nel concentrare il fuoco in una piccola area; l'abilità necessita di ricarica ma può essere interrotta se non serve più, accorciando la ricarica.
- Carro armato 2-M: è un carro armato medio dotato di scudi e con motori a repulsione, che gli conferiscono notevole velocità e gli permettono (come i motospeeder) di spostarsi anche sull'acqua; la sua abilità speciale consiste nel concentrare il fuoco, a scapito della resistenza degli scudi.
- SPMA-T: pezzo d'artiglieria turbolaser semovente. Ha grande potenza di fuoco ma scarsa corazzatura.
- AT-AT: è un grosso camminatore quadrupede armato di cannoni laser pesanti, ed è usato per gli assalti più impegnativi; la sua abilità speciale consiste nel far scendere una unità di stormtrooper; necessita di ricarica.
- AT-AA: un camminatore quadrupede con una torretta antiaerea progettato specificatamente per difendere le gambe degli AT-AT dagli snowspeeder ribelli.

### Ribellione

#### Astronavi ribelli
- Z-95 Headhunter: caccia arretrato e scarsamente corazzato ideale per la ricognizione, ma poco efficace nei combattimenti; compare all'inizio della campagna ribelle; viene poi mandato in pensione con l'arrivo dell'X-Wing.
- X-Wing: caccia molto veloce e maneggevole con una discreta potenza di fuoco. Possono stringere le ali per aumentare la velocità. Nella campagna ribelle, l'X-Wing non è disponibile durante le prime missioni, che vedono l'Alleanza sottrarre i prototipi del caccia dal pianeta Fresia; quando i ribelli salveranno anche i tecnici che lo hanno progettato e costruito dalla prigionia, essi entreranno al loro servizio e costruiranno l'X-Wing, il quale prenderà il posto dello Z-95.
- Y-Wing: caccia-bombardiere armato con siluri protonici in grado di oltrepassare gli scudi delle grandi navi, ma vulnerabili contro gli altri caccia;
- A-Wing: caccia velocissimo con dei cannoni laser nella media, ma poco resistente; la sua abilità speciale è attirare i caccia nemici.
- Corvetta corelliana CR90: incrociatore leggero armato con quattro cannoni laser e molto veloce. Molto efficace per contrastare i caccia nemici, ma è piuttosto vulnerabile contro le navi più grandi. Possono deviare l'energia dei laser per potenziare i motori per un periodo di tempo limitato;
- Nave da guerra corelliana: fregata potente dell'Alleanza, provvista di cannoni laser, torrette turbolaser e di missili a concussione in grado di oltrepassare gli scudi nemici. È inoltre in grado di potenziare i motori a scapito della potenza di fuoco, ma differenza della corvetta corelliana questa abilità non necessità di ricarica; può essere attivata e disattivata a piacimento.
- Nebulon-B: fregata di medie dimensioni e con una buona potenza di fuoco. Armata con due cannoni laser e due batterie di torrette turbolaser; la sua abilità speciale concentra l'energia negli scudi a discapito delle armi, ma richiede un tempo di ricarica
- Incrociatore Marauder: incrociatore armato con dei missili a lunghissimo raggio molto potenti. Molto veloce, ma quasi del tutto sprovvista di scudi. Ha la stessa abilità speciale della fregata Nebulon-B, ma senza ricarica.
- Fregata d'assalto MK II: incrociatore pesante lento, ma con una potenza di fuoco davvero notevole. Equipaggiata con cannoni laser potenziati, è però sprovvista di una corazza resistente anche alle navi più grandi; ha la stessa abilità dell'incrociatore Marauder.
- Incrociatore mon calamari: la nave più grande e potente dell'Alleanza, è efficace contro le corvette e le navi di medie dimensioni, ma vulnerabile agli attacchi dei bombardieri. Ha la stessa abilità dell'incrociatore Marauder e della fregata MK II.

#### Truppe di terra ribelli
- Soldato ribelle: fanteria di base in grado di cercare riparo per sfuggire al fuoco di torretta o per tendere imboscate alla fanteria nemica; la loro abilità speciale è la stessa degli stormtrooper imperiali (stare bassi per evitare parte dei colpi del nemico, a scapito della velocità).
- Soldato lanciarazzi PLEX: fanteria di base modificata per avere un lanciarazzi PLX 2M in grado di infliggere enormi danni ai veicoli nemici; la loro abilità speciale è la stessa dei soldati ribelli.
- Infiltratore: unità "invisibili" armate con un fucile di precisione; hanno molta resistenza perché sono composte da un singolo elemento. Sono in grado di piazzare un detonatore termico per sabotare strutture e veicoli.
- Carro armato leggero T2-B: veloce unità da ricognizione dotata di motori a repulsione per attraversare specchi d'acqua. Efficace contro fanteria e veicoli poco corazzati; dotato di scudi; la sua abilità speciale consiste nel ricercare in autonomia le unità nemiche.
- Carro armato pesante T4-B: lenta unità di terra, dotata di blaster anti-veicolo e di una coppia di lanciamissili rotanti come torretta, una squadra di T4-B può rivaleggiare con un AT-AT imperiale; la sua abilità speciale è passare da blaster a missili e viceversa.
- Speeder T-47 (speeder d'assalto): unica unità volante disponibile per le battaglie terrestri, questa è l'unità terrestre dotata della maggiore mobilità. Possono usare i cavi in dotazione per far inciampare gli AT-AT imperiali; disponibili in triplette, sono quasi impossibili da colpire, ma sono vulnerabili alle torrette antiaeree.
- MPTL-2A: unità di artiglieria a lungo raggio, in grado di sparare missili a concussione contro bersagli come strutture, torrette e veicoli pesantemente corazzati; ciascuno è accompagnato da un droide ricognitore, un'unità da puntamento/esplorazione in grado di emettere scariche di impulsi sensore per localizzare i nemici; l'impulso illumina per un breve periodo un'area nascista dalla nebbia di guerra.
- Ricognitore del MPTL-2A: rapido droide da puntamento/esplorazione in grado di emettere scariche di impulsi sensore per localizzare i nemici.

### Eroi
Gli eroi possono appartenere a due categorie, terrestri o spaziali, o entrambe; le unità spaziali non sono utilizzabili sulla superficie, le unità terrestri possono volare nello spazio ma usano una piccola nave per il trasporto e lo sbarco delle truppe terrestri, estremamente vulnerabile; fanno eccezione Palpatine, Mon Mothma, il Grand Moff Tarkin e il Comandante di Flotta, che vengono alloggiati a bordo della nave più potente schierata nel sistema, compresa la Morte Nera nel caso dell'Impero; inizialmente, questo ha provocato ai giocatori problemi quando tutta la flotta imperiale veniva distrutta ma la flotta ribelle non aveva Luke Skywalker per abbattere la stazione spaziale; il bug è stato risolto nelle patch successive.

#### Eroi dell'Impero Galattico
- Colonnello Maximilian Veers: comanda un AT-AT personalizzato, che non può essere abbattuto dai cavi degli Speeder ribelli; è una unità esclusivamente terrestre. Oltre all'abilità Sbarco Truppe degli AT-AT, Veers può concentrare il fuoco per pochi istanti contro un solo bersaglio infliggendo danni estesi.
- Grand Moff Tarkin: il governatore Tarkin è un eroe passivo, fornisce solo bonus aggiuntivi ma impedisce la ritirata strategica; sulla superficie, Tarkin è incorporato in una delle strutture della base imperiale; se è l'Impero ad attaccare, Tarkin non sarà disponibile! Schierandolo in un sistema, la sua presenza abbassa il costo delle unità del 25%.
- Dart Fener: il Signore Oscuro dei Sith è una unità sia spaziale che terrestre; nello spazio pilota il suo caccia TIE modificato, la sua abilità peculiare è radunare uno squadrone di TIE intorno a sé. A terra combatte con la spada laser e le sue abilità speciali fanno uso della Forza per respingere la fanteria e schiacciare i veicoli. Nell'espansione L'esercito dei corrotti abbandona il caccia TIE per comandare il Super Star Destroyer Executor, la cui abilità speciale (oltre al raggio traente tipico degli Star Destroyer) è la possibilità di schierare squadre di caccia TIE.
- Capitano Piett: unità solo spaziale, comanda uno Star Destroyer potenziato; oltre all'abilità speciale Raggio Traente tipica degli Star Destroyer, ha una seconda abilità: un cannone che infligge gravi danni alle navi nemiche.
- Imperatore Palpatine: unità terrestre, nello spazio si comporta come Moff Tarkin. A terra usa la spada laser e le abilità speciali: una lancia Fulmini di Forza sul nemico, l'altra fa passare al Lato Oscuro tutte le unità nemiche di fanteria nel suo raggio d'azione.
- Mara Jade: apprendista segreta dell'Imperatore, è una unità terrestre; non disponibile nella Campagna.
- Boba Fett: cacciatore di taglie al servizio dell'Impero, unità sia terrestre che spaziale. Nello spazio pilota la sua navetta personale, lo Slave 1, che rilascia bombe sismiche; a terra usa il blaster e le abilità speciali Lanciafiamme e JetPack (vola da un punto all'altro della mappa superando ogni barriera)! Come cacciatore di taglie può volare in ogni sistema senza allertare le flotte ribelli; dietro compenso, uccide gli eroi nemici.

#### Eroi dell'Alleanza Ribelle
- Mon Mothma: leader dell'Alleanza, si comporta più o meno come Moff Tarkin! Porta un bonus di resistenza, non ammette la ritirata, abbassa il costo delle unità.
- Obi-Wan Kenobi: non disponibile nella Campagna; è una unità terrestre, le sue abilità speciali usano la Forza per proteggere gli alleati (oppure se stesso) e curare tutte le unità di fanteria nel raggio d'azione (incluso se stesso).
- Luke Skywalker: unità solo spaziale, pilota il caccia X-Wing; oltre all'abilità tipica dell'X-Wing (aprire le ali per guadagnare velocità e manovrabilità perdendo però potenza di fuoco), il suo caccia lancia un attacco speciale più potente del solito; è necessaria la sua presenza alla fine di una battaglia per distruggere la Morte Nera! Nell'espansione L'esercito dei corrotti è disponibile anche come unità terrestre, vestito di nero come ne Il ritorno dello Jedi.
- Capitano Raymus Antilles: unità spaziale, è il comandante della Sundered Heart, una nave corelliana modificata; la sua abilità speciale è indebolire tutte le unità entro una certa distanza da un punto scelto dal giocatore (da notare che la nave deve comunque arrivare ad una certa distanza!); nella Campagna, non è più disponibile dopo una certa missione (quando si arriva agli eventi dell'episodio IV, in cui comanda la nave che trasporta Leila Organa e viene ucciso da Dart Fener).
- Ian Solo & Chewbecca: unità spaziale singola e unità terrestre doppia; nello spazio i due pilotano il Millennium Falcon con l'abilità speciale Scudo; a terra sono separati (se uno dei due muore l'altro è ancora disponibile nello spazio), e hanno 3 abilità differenti; una detta Sprint è comune ad entrambi e consente di accelerare per lasciare o raggiungere un luogo; la seconda abilità di Solo è un impulso elettromagnetico che blocca per un po' veicoli e torrette; la seconda abilità di Chewbecca è la capacità di prendere il controllo dei veicoli imperiali (tranne quelli pilotati dagli eroi); una volta a bordo Chewbecca può restare un tempo indefinito, o finché il giocatore non decide altrimenti (l'abilità speciale a bordo consente di farlo esplodere addosso ai nemici), o finché il veicolo non viene distrutto (Chewbecca sopravvive comunque); nel pilotare il veicolo Chewbecca potrà usarne l'abilità speciale! Come contrabbandieri, Ian e Chewbecca possono volare in ogni sistema senza allertare le flotte imperiali e rubare crediti se piazzati nell'apposito slot del pianeta controllo dal nemico.
- Kyle Katarn: è essenzialmente un infiltratore potenziato ed usa le stesse armi; possiede l'abilità per piazzare esplosivi e lo Sprint come Ian Solo e Chewbecca; non disponibile nella Campagna.
- R2-D2 e C-3PO: i due droidi sono una sola unità terrestre, nonostante in realtà tutti i compiti vengano svolti da R2-D2 (C-3PO si limita a blaterare frasi prese dai film); sono totalmente indifesi, ma come unità di fanteria possono occupare postazioni; le abilità speciali consentono di riparare i veicoli alleati e controllare le torrette nemiche (tutte quante, dalle anti-personale alle turbolaser)! Da notare che essendo droidi, possono rigenerarsi solo con la stazione di riparazione (quella per i mezzi), non la stazione Bacta per la guarigione delle truppe. Possono viaggiare sui pianeti senza allertare le basi spaziali, ma scendendo a terra ingaggiano battaglia; non sono contati come rinforzi, quindi si possono schierare sulla superficie anche quando i rinforzi sono al massimo, e si possono aggregare ad un gruppo di 3 unità ribelli per una incursione a sorpresa sulla superficie. La loro abilità nella mappa galattica è rubare tecnologia imperiale per sbloccare nuove unità o strutture ribelli; prese tutte le unità disponibili, la fazione Ribelli avanza al livello tecnologico successivo.

#### Eroi minori
Eroi minori: una volta costruita l'accademia ufficiali, si potranno produrre il Comandante di Flotta e il Comandante sul Campo; il primo si limita a restare sulla nave più importante della flotta, il secondo prende parte alle battaglie terrestri, seppur con scarsa differenza; il loro ruolo è aumentare l'efficacia delle truppe sotto il loro comando, e si possono sommare gli effetti della presenza contemporanea di più comandanti. Costruendo una taverna o un palazzo degli Hutt è possibile arruolare rispettivamente il contrabbandiere e il cacciatore di taglie; queste unità oltrepassano le difese fornendo informazioni sulle truppe schierate; il contrabbandiere può rubare crediti per un certo tempo (o finché non è eliminato), il cacciatore di taglie può uccidere un eroe dietro compenso; entrambi sono monouso, una volta usati è necessario crearne altri; unica eccezione sono Ian Solo e Boba Fett (eroi maggiori), che necessitano comunque di un tempo di ricarica tra un uso e l'altro!
Gli eroi maggiori, una volta uccisi, si rigenerano col passare del tempo nella mappa galattica; in alcune missioni della Campagna, però, sarà necessario tenerli in vita, pena il fallimento della missione.

### Popolazioni locali
Quasi tutti i pianeti sono abitati da popoli ostili ad una delle due fazioni, o più raramente entrambe; se ostili, distruggendo i loro edifici si blocca la produzione delle loro truppe; se alleati, gli edifici andranno protetti e le truppe usate come proprie. In alcune missioni o mappe saranno presenti prigioni imperiali, i cui detenuti sono composti da una o più razze (comprese truppe ribelli); a volte essi saranno disarmati, a volte compariranno già armati; se le razze miste sono schierate alcune con ed altre contro la fazione del giocatore, i detenuti si combatteranno subito.

### Pirati
Questa fazione non è giocabile, tranne certi casi in cui le sue unità saranno prodotte, regalate o acquisite dal giocatore; nella mappa imperiale hanno alcuni pianeti che possono essere attaccati dalla propria fazione, come pure l'altra; saltuariamente danno informazioni o fanno accordi con una delle due fazioni. Le loro unità comprendono fanteria, veicoli e velivoli, come pure una base spaziale ed una terrestre.

## Edifici
- Caserma: recluta la fanteria dei due schieramenti; soldati ribelli, assaltatori imperiali, esploratori imperiali con speeder byke, soldati lanciarazzi PLEX, speeder d'assalto T-47; sblocca l'accademia ufficiali.
- Fabbrica veicoli leggeri: costruisce carri leggeri; il carro T2-B, il lanciamissili MPTL-2A (con relativo droide ricognitore), il TIE Mauler, l'AT-ST, l'SPMA-T; sblocca la fabbrica veicoli pesanti.
- Accademia ufficiali: sbloccata solo dopo aver costruito la caserma; recluta il Comandante di Flotta e il Comandante sul Campo; sblocca l'accademia degli infiltratori.
- Fabbrica veicoli pesanti: sbloccata solo dopo aver costruito la fabbrica veicoli leggeri; costruisce l'AT-AT, il carro 2-M, il carro T4-B; sblocca la fabbrica veicoli avanzati.
- Miniera: aumenta il reddito di base del pianeta occupato.
- Scudo deflettore: protegge la base dai laser e dal bombardamento di Y-Wing e bombardieri TIE; i missili la attraversano ma vengono smorzati; le unità nemiche possono entrare ma sono rallentate; si disattiva distruggendo l'emettitore dello scudo o il generatore di energia.
- Torretta turbolaser: edificio rotante armato con cannoni anti veicolo; dipendono dal generatore energetico per funzionare.
- Generatore di energia: questo edificio non viene costruito dal giocatore; appare quando si costruisce lo scudo deflettore, le torrette turbolaser o i cannoni elettromagnetici. Se è distrutto, queste ultime smettono di funzionare.
- Cannone elettromagnetico: la forma e la funzione sono diverse a seconda della fazione; l'Impero lo usa per distruggere le unità sulla superficie, l'Alleanza per disattivare le navi in orbita; esiste anche un cannone imperiale da usare contro le navi in orbita.
- Postazioni delle torrette: consentono di costruire piccoli macchinari con vari scopi; la forma è differente per fazione, ma gli usi sono identici: torrette antifanteria, torrette anticorazzati, torrette antiaeree (le sole in grado di colpire i bombardieri e gli speeder d'assalto T-47), stazione bacta (rigenera la salute della fanteria), stazione di riparazione (ripara i veicoli, i droidi R2-D2 e C-3PO, gli eroi alla guida di veicoli), nodo sensori (toglie la nebbia di guerra per un ampio raggio).
- Accademia inflitratori: esclusiva della fazione Ribelli; sbloccata dopo aver costruito l'accademia ufficiali; arruola solo gli infiltratori.
- Fabbrica veicoli avanzati: esclusiva della fazione Impero; sbloccata dopo aver costruito la fabbrica veicoli pesanti; costruisce l'AT-AA, variante dell'AT-AT che ha una torretta antiaerea contro gli speeder d'assalto T-47.
- Stazione spaziale: per costruire la stazione spaziale è necessario controllare orbita e superficie; si parte dal livello 1 per arrivare fino al 5, per cui necessario avanzare il livello tecnologico, ma è importante ricordare che non tutti i pianeti supportano gli ultimi livelli. Le vicinanze presentano a volte postazioni spaziali di torrette dove costruire torrette armate con laser o lanciamissili, o un nodo sensori.

In alcune mappe spaziali o terrestri sono distribuiti edifici abbandonati che offrono bonus di vario tipo; l'antenna comunicazioni annulla la nebbia di guerra, la fabbrica abbandonata produce un numero limitato di veicoli, il rifugio pirata dona dei bonus alle truppe, la miniera fornisce crediti extra istantanei.

## Espansioni

### Star Wars: L'Impero in guerra - L'esercito dei corrotti
Star Wars: L'Impero in guerra - L'esercito dei corrotti (nell'originale Star Wars: Empire at War: Forces of Corruption) è l'espansione del videogioco dell'Universo espanso Star Wars: l'Impero in guerra. La sua novità principale è l'introduzione di una nuova fazione, il Consorzio Zann guidato dal leader Tyber Zann. Il gameplay permetterà inoltre al giocatore di compiere atti di pirateria, rapimento e contrabbando al fine di corrompere pianeti dominati da forze ostili, in modo tale da incrementare il flusso di crediti ed aumentare la propria influenza nell'Universo.
Vi è inoltre un nuovo schieramento giocabile con le sue peculiarità e nuovi edifici ed unità. Inoltre, l'espansione aggiunge nuove mappe di gioco e nuove unità spaziali e terrestri sia all'Impero Galattico che all'Alleanza Ribelle. Inoltre vengono aggiunti nuovi pianeti alla mappa stellare, come Mustafar (dove Anakin Skywalker e Obi-Wan Kenobi si batterono alla fine delle guerre dei cloni nell'Episodio 3), Kamino (dove fu creato l'esercito dei cloni nell'Episodio 2) ed altri.
Tutte le fazioni hanno una nuova tipologia di unità, il trasporto truppe; diverso a seconda della fazione, questo veicolo trasporta unità ed eroi di fanteria per un massimo di 10, consentendo su certi pianeti di evitare alcuni ambienti naturali tossici. C'è anche una unità comune, la UDM (Unità da Difesa Mobile): è una piattaforma che consente di costruire torrette e stazioni Bacta/riparazione senza usare una base fissa; la torretta fissa l'UDM al luogo dove si trova; per spostarla è necessario vendere la torretta.

#### Unità della Malavita
Le unità della fazione Malavita possono guadagnare denaro uccidendo le unità imperiali e ribelli in battaglia.
Gli eroi della fazione sono:
- Tyber Zann: era un pezzo grosso della malavita e rivale di Jabba degli Hutt, finché non gli portò via un prezioso artifatto che il signore del crimine voleva rivendere a Palpatine; l'oggetto in questione è al centro della nuova campagna incentrata sulla nuova fazione. Le abilità speciali di Zann sono Corruzione (la capacità di corrompere singole unità nemiche, ad un costo variabile,) e Occultamento (Tyber possiede un dispositivo stealth che lo nasconde per un lungo periodo). Zann combatte con un potente blaster che uccide una singola unità di fanteria con un solo colpo, ma è poco efficade contro edifici e veicoli, oltre ad avere un basso rateo di fuoco. È utilizzabile come unità spaziale fin dall'inizio, ma dopo una certa missione della Campagna è dotato di una nave personale; prima usa la nave più potente tra quelle producibili dalla fazione, caratteristica che condivide con Urai Fen e Silri.
- Urai Fen: Urai è un esponente di una razza misteriosa in grado di rallentare gli effetti dell'invecchiamento, ed è sensibile alla Forza; combatte con due grandi lame e possiede la capacità di rigenerare i danni subiti senza stazione Bacta; secondo leale di Tyber Zann, condivide con lui l'abilità Occultamento e in più possiede lo Stordimento (blocca le unità di fanteria con un impulso sonico). Nello spazio è una unità inutile, si limita a occupare una navetta per sé.
- Silri: è una Sorella della Notte proveniente dal pianeta Dathomir (dove si svolge una missione della Campagna), e combatte con una frusta laser; come le sue sorelle, possiede l'abilità di rigenerare la sua vita assorbendo quella altrui (sia fanteria che carri armati), in più può evocare un Rancor che agisce come unità a sé; morto il Rancor, l'abilità si ricarica prima di riattivarsi. Nello spazio è una unità inutile, si limita a occupare una navetta per sé.
- Bossk: cacciatore di taglie dalle sembianze rettili, uccide gli eroi dietro compenso; è utilizzabile anche in battaglia come unità terrestre e spaziale; a terra possiede le abilità Lanciafiamme e cambio arma (blaster o lanciagranate).
- IG-88: droide cacciatore di taglie; come Bossk uccide gli eroi dietro compenso. Ha una sua navetta spaziale, la cui abilità è controllare le strutture nemiche come le torrette; a terra, può contaminare le unità di fanteria con sostanze tossiche oppure con radiazioni che colpiscono sia fanteria che veicoli, intaccando anche gli scudi.

#### Edifici della Malavita
- Palazzo della Malavita: controlla il territorio e produce corruttori; è possibile costruirne solo uno.
- Fabbrica di droidi: produce i droidi distruttori usati dai Separatisti già prima delle guerre dei cloni, oltre alle UDM.
- Locale della Malavita: produce le unità di fanteria; mercenari, granatieri, ammaestratori di Ewok.
- Fabbrica della Malavita: costruisce i veicoli leggeri; le postazioni MAL, i carri leggeri ed il trasporto truppe.
- Fabbrica veicoli pesanti: costruisce i veicoli pesanti; i carri armati e le postazioni mobili per torrette; sblocca il generatore di gravità.
- Generatore di gravità: questa struttura ostacola il movimento di tutti i veicoli ostili a repulsione; sbloccabile costruendo la fabbrica veicoli pesanti.